# Rivière Brador
Rivière Brador är ett vattendrag i Kanada.   Det ligger i provinsen Québec, i den östra delen av landet, 1 500 km öster om huvudstaden Ottawa.
Omgivningarna runt Rivière Brador är i huvudsak ett öppet busklandskap. Runt Rivière Brador är det mycket glesbefolkat, med 4 invånare per kvadratkilometer.